# Медаль «За космічний політ»
Медаль «За космічний політ» (англ. NASA Space Flight Medal) — нагорода Національного управління з аеронавтики і дослідження космічного простору. Згідно зі статутом, людина удостоєна цієї нагороди «за заслуги або істотний внесок у виконання космічного польоту як цивільного або військового астронавта, пілота корабля, спеціаліста місії, спеціаліста з корисного навантаження чи іншого учасника космічного польоту.» На практиці, медаль вручається усім космонавтам (США або іноземні), хто літає на борту США.
До оформлення нагороди додаються зірки повторного нагородження або дубове листя (в залежності від цивільного або військового статусу одержувача, а якщо військовий, рід військ).
Для тих, хто здійснює акт хоробрості або героїчні дії під час американської космічної місії, НАСА також вручає нагороду відому як Космічна медаль пошани Конгресу.